# Liga Campionilor 2009-2010
Liga Campionilor 2009-2010 a fost cea de-a cincizeci și cincea ediție a celei mai importante competiții de fotbal inter-cluburi din Europa, a optsprezecea sub denumirea Liga Campionilor și prima a noului format aprobat de UEFA pe data de 30 noiembrie 2007. Finala a avut loc pe stadionul formației Real Madrid, Santiago Bernabéu și a fost câștigată de Internazionale Milano.

## Noul format
- Nicio schimbare în faza grupelor: 32 de echipe au fost împărțite în 8 grupe de câte 4, primele 2 s-au calificat în optimile de finală iar ocupanta locului 3 s-a calificat în șaisprezecimile de finală ale Cupei UEFA
- Modul de acces al echipelor s-a schimbat astfel:
  - 22 de echipe s-au calificat direct în faza grupelor (față de 16). Locul 3 din campionatele asociațiilor 1-3 și campioanele asociațiilor 10-12 sunt adăugate
  - 10 echipe s-au calificat în urma a 2 competiții preliminare ce s-au desfășurat în paralel (câte 5 echipe din fiecare):
    - 1 competiție rezervată campioanelor din asociațiile 13-53 (exceptând Liechenstein)
    - 1 competiție rezervată echipelor (clasate pe locurile 2, 3 sau 4) din asociațiile 1-15
- Finala a avut loc într-o zi de sâmbătă
- Meciurile din optimile de finală s-au desfășurat pe durata a 4 săptămâni (față de 2) pentru a putea fi televizate în direct cât mai multe partide

## Meciuri preliminare Q0
- Turul 1 preliminar (Q0) - au participat 4 echipe, s-au calificat 2:
  - Campioanele asociațiilor 50-53 (exceptând Liechenstein).

| Echipa 1      | Total | Echipa 2      | Tur   | Retur |
| ------------- | ----- | ------------- | ----- | ----- |
| Tre Fiori     | 2 - 2 | UE Sant Julià | 1 - 1 | 1 - 1 |
| Hibernians FC | 0 - 6 | FK Mogren     | 0 - 2 | 0 - 4 |

## Meciuri preliminare Q1
- Turul 2 preliminar (Q1) - au participat 34 de echipe, s-au calificat 17:
  - Campioanele asociațiilor 17-49 (exceptând Liechenstein).
  - 2 câștigătoare din Q0

| Echipa 1             | Total  | Echipa 2             | Tur   | Retur |
| -------------------- | ------ | -------------------- | ----- | ----- |
| KF Tirana            | 1 - 5  | Stabæk IF            | 1 - 1 | 0 - 4 |
| WIT Georgia          | 1 - 3  | NK Maribor           | 0 - 0 | 1 - 3 |
| EB/Streymur          | 0 - 5  | APOEL FC             | 0 - 2 | 0 - 3 |
| FC Copenhaga         | 12 - 0 | FK Mogren            | 6 - 0 | 6 - 0 |
| Debrețin             | 3 - 3  | Kalmar FF            | 2 - 0 | 1 - 3 |
| FK Makedonija GP     | 0 - 4  | FC BATE              | 0 - 2 | 0 - 2 |
| FH Hafnarfjördur     | 0 - 6  | FK Aktobe            | 0 - 4 | 0 - 2 |
| FC Pyunik            | 0 - 3  | NK Dinamo Zagreb     | 0 - 0 | 0 - 3 |
| FK Ventspils         | 6 - 1  | F91 Dudelange        | 3 - 0 | 3 - 1 |
| FK Ekranas           | 4 - 6  | FK Baku              | 2 - 2 | 2 - 4 |
| FC Red Bull Salzburg | 2 - 1  | Bohemian FC          | 1 - 1 | 1 - 0 |
| NK Zrinjski          | 1 - 4  | ŠK Slovan Bratislava | 1 - 0 | 0 - 4 |
| FC Inter Turku       | 0 - 2  | FC Sheriff Tiraspol  | 0 - 1 | 0 - 1 |
| Rhyl FC              | 0 - 12 | FK Partizan          | 0 - 4 | 0 - 8 |
| Wisła Cracovia       | 1 - 2  | FC Levadia Tallinn   | 1 - 1 | 0 - 1 |
| PFC Levski Sofia     | 9 - 0  | UE Sant Julià        | 4 - 0 | 5 - 0 |
| Maccabi Haifa F.C.   | 10 - 0 | Glentoran FC         | 6 - 0 | 4 - 0 |

## Meciuri preliminare Q2
- Turul 3 preliminar (Q2a) - au participat 20 de echipe, s-au calificat 10:
  - Campioanele asociațiilor 14-16
  - 17 câștigătoare din Q1

| Echipa 1             | Total | Echipa 2           | Tur   | Retur |
| -------------------- | ----- | ------------------ | ----- | ----- |
| FC Red Bull Salzburg | 3 - 2 | NK Dinamo Zagreb   | 1 - 1 | 2 - 1 |
| ŠK Slovan Bratislava | 0 - 4 | Olympiacos CF      | 0 - 2 | 0 - 2 |
| FC Zürich            | 5 - 3 | NK Maribor         | 2 - 3 | 3 - 0 |
| APOEL FC             | 2 - 0 | FK Partizan        | 2 - 0 | 0 - 0 |
| FC Sheriff Tiraspol  | 1 - 1 | SK Slavia Praga    | 0 - 0 | 1 - 1 |
| FK Aktobe            | 3 - 4 | Maccabi Haifa F.C. | 0 - 0 | 3 - 4 |
| FK Baku              | 0 - 2 | PFC Levski Sofia   | 0 - 0 | 0 - 2 |
| FK Ventspils         | 2 - 2 | FC BATE            | 1 - 0 | 1 - 2 |
| FC Levadia Tallinn   | 0 - 2 | Debrețin           | 0 - 1 | 0 - 1 |
| FC Copenhaga         | 3 - 1 | Stabæk IF          | 3 - 1 | 3 - 1 |

- Turul 3 preliminar (Q2b) - au participat 10 de echipe, s-au calificat 5:
  - Vicecampioanele asociațiilor 7-15
  - Locul 3 din asociația 6

| Echipa 1          | Total | Echipa 2          | Tur   | Retur |
| ----------------- | ----- | ----------------- | ----- | ----- |
| AC Sparta Praga   | 3 - 4 | Panathinaikos FC  | 3 - 1 | 0 - 3 |
| FC Șahtior Donețk | 2 - 2 | FC Timișoara      | 2 - 2 | 0 - 0 |
| Sporting CP       | 1 - 1 | FC Twente         | 0 - 0 | 1 - 1 |
| Celtic FC         | 2 - 1 | FC Dinamo Moscova | 0 - 1 | 2 - 0 |
| RSC Anderlecht    | 6 - 3 | Sivasspor         | 5 - 0 | 1 - 3 |

- -     - Cele 15 echipe învinse în acest tur s-au calificat în turul 4 preliminar al UEFA Europa League

## Meciuri preliminare Q3
- Turul 4 preliminar (Q3a) - au participat 10 echipe, 5 s-au calificat în faza grupelor:
  - 10 câștigătoare din Q2a

| Echipa 1             | Total | Echipa 2           | Tur   | Retur |
| -------------------- | ----- | ------------------ | ----- | ----- |
| FC Sheriff Tiraspol  | 0 - 3 | Olympiacos FC      | 0 - 2 | 0 - 1 |
| FC Red Bull Salzburg | 1 - 5 | Maccabi Haifa F.C. | 1 - 2 | 0 - 3 |
| FK Ventspils         | 1 - 5 | FC Zürich          | 0 - 3 | 1 - 2 |
| FC Copenhaga         | 2 - 3 | APOEL FC           | 1 - 0 | 1 - 3 |
| PFC Levski Sofia     | 1 - 4 | Debrețin           | 1 - 2 | 0 - 2 |

- Turul 4 preliminar (Q3b) - au participat 10 echipe, 5 s-au calificat în faza grupelor:
  - Locul 4 din asociațiile 1-3
  - Locul 3 din asociațiile 4-5
  - 5 câștigătoare din Q2b

| Echipa 1         | Total  | Echipa 2        | Tur   | Retur |
| ---------------- | ------ | --------------- | ----- | ----- |
| Olympique Lyon   | 8 - 1  | RSC Anderlecht  | 5 - 1 | 3 - 1 |
| Celtic FC        | 1 - 5  | Arsenal FC      | 0 - 2 | 1 - 3 |
| FC Timișoara     | 0 - 2  | VfB Stuttgart   | 0 - 2 | 0 - 0 |
| Sporting CP      | 3 - 31 | ACF Fiorentina  | 2 - 2 | 1 - 1 |
| Panathinaikos FC | 2 - 5  | Atlético Madrid | 2 - 3 | 0 - 2 |

- -     - Cele 10 echipe învinse în acest tur s-au calificat în grupele UEFA Europa League

1=Fiorentina a trecut mai departe datorită golurilor din deplasare

## Faza grupelor
Cele douăzeci și două de echipe calificate direct în ligă au fost următoarele:
| - BarcelonaDT - Chelsea - Liverpool - Manchester United - Milan - Sevilla - Bayern München - Internazionale | - Real Madrid - ȚSKA Moscova - Porto - AZ - Juventus - Rangers - Marseille - Dinamo Kiev | - Bordeaux - Beşiktaş - Wolfsburg - Standard Liège - Rubin Kazan - Unirea Urziceni4 |  |

La aceste echipe menționate mai sus s-au adăugat încă zece cluburi care au reușit să treacă de toate tururile preliminare:
| - Campioane - Maccabi Haifa - Zürich - Debrețin - Olympiacos Pireu - APOEL | - Noncampioane - Lyon - Atletico Madrid - Arsenal - Stuttgart - Fiorentina |  |

- În faza grupelor au participat 32 de echipe:
  - Deținătoarea trofeului
  - Echipele clasate pe locurile 1, 2 și 3 din asociațiile 1-3
  - Echipele clasate pe locurile 1 și 2 din asociațiile 4-6
  - Campioanele asociațiilor 7-12
  - 5 echipe calificate din tururile preliminare rezervate echipelor (clasate pe locurile 2, 3 sau 4) din asociațiile 1-15
  - 5 echipe calificate din tururile preliminare rezervate campioanelor din asociațiile 13-53 (exceptând Liechenstein)

Aceste 32 de echipe s-au împărțit în 4 urne de câte 8 echipe, urnele au fost următoarele:
| Urna 1 - BarcelonaDT - Chelsea - Liverpool - Manchester United - Milan - Arsenal - Sevilla - Bayern München | Urna 2 - Lyon - Internazionale - Real Madrid - ȚSKA Moscova - Porto - AZ Alkmaar - Juventus - Rangers | Urna 3 - Olympiacos - Marseille - Dinamo Kiev - Stuttgart - Fiorentina - Atlético Madrid - Bordeaux - Beşiktaş | Urna 4 - Wolfsburg - Standard Liège - Maccabi Haifa2 - Zürich - Rubin Kazan - Unirea Urziceni3 - APOEL - Debrețin4 |  |

Note
- Nota 2: A jucat meciurile la Ramat Gan pe Stadionul Ramat Gan deoarece  Stadionul Kiryat Eliezer nu a îndeplinit criteriile UEFA.
- Nota 3: A jucat meciurile la București pe Stadionul Steaua deoarece Stadionul Tineretului nu a îndeplinit criteriile UEFA.
- Nota 4: A jucat meciurile la Budapesta pe Stadionul Ferenc Puskás deoarece Stadionul Oláh Gábor Út nu a îndeplinit criteriile UEFA.

### Grupa A
| Clubul        | M | V | E | Î | GM | GP | DG | Pct. |
| ------------- | - | - | - | - | -- | -- | -- | ---- |
| Bordeaux      | 6 | 5 | 1 | 0 | 9  | 2  | +7 | 16   |
| Bayern        | 6 | 3 | 1 | 2 | 9  | 5  | +4 | 10   |
| Juventus      | 6 | 2 | 2 | 2 | 4  | 7  | −3 | 8    |
| Maccabi Haifa | 6 | 0 | 0 | 6 | 0  | 8  | −8 | 0    |

|          | BAY | JUV | BOR | MAC |
| -------- | --- | --- | --- | --- |
| Bayern   | –   | 0–2 | 0–0 | 1–0 |
| Bordeaux | 2–1 | –   | 2–0 | 1–0 |
| Juventus | 1–4 | 1–1 | –   | 1–0 |
| Maccabi  | 0–3 | 0–1 | 0–1 | –   |

### Grupa B
| Clubul            | M | V | E | Î | GM | GP | DG | Pct. |
| ----------------- | - | - | - | - | -- | -- | -- | ---- |
| Manchester United | 6 | 4 | 1 | 1 | 10 | 6  | +4 | 13   |
| CSKA Moscova      | 6 | 3 | 1 | 2 | 10 | 10 | 0  | 10   |
| Wolfsburg         | 6 | 2 | 1 | 3 | 9  | 8  | +1 | 7    |
| Beșiktaș          | 6 | 1 | 1 | 4 | 3  | 8  | −5 | 4    |

|            | BES | ȚSK | MU  | WOL |
| ---------- | --- | --- | --- | --- |
| Beşiktaş   | –   | 1–2 | 0–1 | 0–3 |
| ȚSKA       | 2–1 | –   | 0–1 | 2–1 |
| Manchester | 0-1 | 3–3 | –   | 2–1 |
| Wolfsburg  | 0–0 | 3–1 | 1–3 | –   |

### Grupa C
| Clubul      | M | V | E | Î | GM | GP | DG | Pct. |
| ----------- | - | - | - | - | -- | -- | -- | ---- |
| Real Madrid | 6 | 4 | 1 | 1 | 15 | 7  | +8 | 13   |
| Milan       | 6 | 2 | 3 | 1 | 8  | 7  | +1 | 9    |
| Marseille   | 6 | 2 | 1 | 3 | 10 | 10 | 0  | 7    |
| Zürich      | 6 | 1 | 1 | 4 | 5  | 14 | −9 | 4    |

|             | MAR | MIL | RM  | ZUR |
| ----------- | --- | --- | --- | --- |
| Marseille   | –   | 1–2 | 1–3 | 6–1 |
| Milan       | 1–1 | –   | 1–1 | 0–1 |
| Real Madrid | 3–0 | 2–3 | –   | 1–0 |
| Zürich      | 0–1 | 1–1 | 2–5 | –   |

### Grupa D
| Clubul          | M | V | E | Î | GM | GP | DG | Pct. |
| --------------- | - | - | - | - | -- | -- | -- | ---- |
| Chelsea         | 6 | 4 | 2 | 0 | 11 | 4  | +7 | 14   |
| Porto           | 6 | 4 | 0 | 2 | 8  | 3  | +5 | 12   |
| Atlético Madrid | 6 | 0 | 3 | 3 | 3  | 12 | −9 | 3    |
| APOEL           | 6 | 0 | 3 | 3 | 4  | 7  | −3 | 3    |

|                 | APO | ATL | CHL | POR |
| --------------- | --- | --- | --- | --- |
| APOEL           | –   | 1–1 | 0–1 | 0–1 |
| Atlético Madrid | 0–0 | -   | 2–2 | 0–3 |
| Chelsea         | 2–2 | 4–0 | –   | 1–0 |
| Porto           | 2–1 | 2–0 | 0–1 | –   |

### Grupa E
| Clubul     | M | V | E | Î | GM | GP | DG  | Pct. |
| ---------- | - | - | - | - | -- | -- | --- | ---- |
| Fiorentina | 6 | 5 | 0 | 1 | 14 | 7  | +7  | 15   |
| Lyon       | 6 | 4 | 1 | 1 | 12 | 3  | +9  | 13   |
| Liverpool  | 6 | 2 | 1 | 3 | 5  | 7  | −2  | 7    |
| Vasas      | 6 | 0 | 0 | 6 | 5  | 19 | −14 | 0    |

|            | DEB | FIO | LIV | LYO |
| ---------- | --- | --- | --- | --- |
| Debrețin   | –   | 3–4 | 0–1 | 0–4 |
| Fiorentina | 5–2 | –   | 2–0 | 1–0 |
| Liverpool  | 1–0 | 1–2 | –   | 1–2 |
| Lyon       | 4–0 | 1–0 | 1–1 | –   |

### Grupa F
| Clubul       | M | V | E | Î | GM | GP | DG | Pct. |
| ------------ | - | - | - | - | -- | -- | -- | ---- |
| Barcelona    | 6 | 3 | 2 | 1 | 7  | 3  | +4 | 11   |
| Inter Milano | 6 | 2 | 3 | 1 | 7  | 6  | +1 | 9    |
| Rubin Kazan  | 6 | 1 | 3 | 2 | 4  | 7  | −3 | 6    |
| Dinamo Kiev  | 6 | 1 | 2 | 3 | 7  | 9  | −2 | 5    |

|                | BAR | DIN | INT | RUB |
| -------------- | --- | --- | --- | --- |
| Barcelona      | –   | 2–0 | 2–0 | 1–2 |
| Dinamo Kiev    | 1–2 | –   | 1–2 | 3–1 |
| Internazionale | 0–0 | 2–2 | –   | 2–0 |
| Rubin Kazan    | 0–0 | 0–0 | 1–1 | –   |

### Grupa G
| Clubul          | M | V | E | Î | GM | GP | DG | Pct. |
| --------------- | - | - | - | - | -- | -- | -- | ---- |
| Sevilla         | 6 | 4 | 1 | 1 | 11 | 4  | +7 | 13   |
| Stuttgart       | 6 | 2 | 3 | 1 | 9  | 7  | +2 | 9    |
| Unirea Urziceni | 6 | 2 | 2 | 2 | 8  | 8  | 0  | 8    |
| Rangers         | 6 | 0 | 2 | 4 | 4  | 13 | −9 | 2    |

|                 | RAN | SEV | STU | UNI |
| --------------- | --- | --- | --- | --- |
| Rangers         | –   | 1–4 | 0–2 | 1–4 |
| Sevilla         | 1–0 | –   | 1–1 | 2–0 |
| Stuttgart       | 1–1 | 1–3 | –   | 3–1 |
| Unirea Urziceni | 1–1 | 1–0 | 1–1 | –   |

### Grupa H
| Clubul         | M | V | E | Î | GM | GP | DG | Pct. |
| -------------- | - | - | - | - | -- | -- | -- | ---- |
| Arsenal        | 6 | 4 | 1 | 1 | 12 | 5  | +7 | 13   |
| Olympiacos     | 6 | 3 | 1 | 2 | 4  | 5  | −1 | 10   |
| Standard Liège | 6 | 1 | 2 | 3 | 7  | 9  | −2 | 5    |
| AZ Alkmaar     | 6 | 0 | 4 | 2 | 4  | 7  | −3 | 4    |

|                | ARS | AZ  | OLY | STA |
| -------------- | --- | --- | --- | --- |
| Arsenal        | –   | 4–1 | 2–0 | 2–0 |
| AZ             | 1–1 | –   | 0–0 | 1–1 |
| Olympiacos     | 1–0 | 1–0 | –   | 2–1 |
| Standard Liège | 2–3 | 1–1 | 2–0 | –   |

## Faza eliminatorie

### Optimile de finală
| Echipa #1      | Total      | Echipa #2         | Tur | Retur |
| -------------- | ---------- | ----------------- | --- | ----- |
| Lyon           | 2-1        | Real Madrid       | 1-0 | 1-1   |
| Milan          | 2-7        | Manchester United | 2-3 | 0-4   |
| Bayern München | 4-4 (g.d.) | Fiorentina        | 2-1 | 2-3   |
| Porto          | 2-6        | Arsenal           | 2-1 | 0-5   |
| Stuttgart      | 1-5        | Barcelona         | 1-1 | 0-4   |
| Olympiacos     | 1-3        | Bordeaux          | 0-1 | 1-2   |
| Internazionale | 3-1        | Chelsea           | 2-1 | 1-0   |
| ȚSKA Moscova   | 3-2        | Sevilla           | 1-1 | 2-1   |

### Sferturi de finală
Prima manșă a fost programată pe 30 și 31 martie, iar returul a avut loc pe 6 și 7 aprilie 2010.
| Echipa #1      | Total      | Echipa #2         | Tur | Retur |
| -------------- | ---------- | ----------------- | --- | ----- |
| Lyon           | 3-2        | Bordeaux          | 3-1 | 0-1   |
| Bayern München | 4-4 (g.d.) | Manchester United | 2-1 | 2-3   |
| Arsenal        | 3-6        | Barcelona         | 2-2 | 1-4   |
| Internazionale | 2-0        | ȚSKA Moscova      | 1-0 | 1-0   |

### Semifinale
Turul a fost programat pe 20 și 21 aprilie, returul o săptămână mai târziu.
| Echipa #1      | Total | Echipa #2 | Tur | Retur |
| -------------- | ----- | --------- | --- | ----- |
| Bayern München | 4-0   | Lyon      | 1-0 | 3-0   |
| Internazionale | 3-2   | Barcelona | 3-1 | 0-1   |

### Finala
Finala s-a jucat pentru prima dată sâmbăta. Ea s-a disputat pe Stadionul Santiago Bernabéu, Madrid pe data de 22 mai 2010.
| Bayern München | 0 - 2  | Internazionale |
| -------------- | ------ | -------------- |
|                | Raport | Milito 35' 70' |

## Calendar
| Dată                  | Eveniment                   |
| --------------------- | --------------------------- |
| 15-16 septembrie 2009 | Faza grupelor, etapa 1      |
| 29-30 septembrie 2009 | Faza grupelor, etapa 2      |
| 20-21 octombrie 2009  | Faza grupelor, etapa 3      |
| 3-4 noiembrie 2009    | Faza grupelor, etapa 4      |
| 24-25 noiembrie 2009  | Faza grupelor, etapa 5      |
| 8-9 decembrie 2009    | Faza grupelor, etapa 6      |
| 16-17 februarie 2010  | Optimi de finală, manșa 1   |
| 23-24 februarie 2010  | Optimi de finală, manșa 1   |
| 9-10 martie 2010      | Optimi de finală, manșa 2   |
| 16-17 martie 2010     | Optimi de finală, manșa 2   |
| 30-31 martie 2010     | Sferturi de finală, manșa 1 |
| 6-7 aprilie 2010      | Sferturi de finală, manșa 2 |
| 20-21 aprilie 2010    | Semifinale, manșa 1         |
| 27-28 aprilie 2010    | Semifinale, manșa 2         |
| 22 mai 2010           | Finala                      |

## Golgheteri
| Nr. | Nume               | Echipă            | Goluri | Apariții | Minute jucate |
| --- | ------------------ | ----------------- | ------ | -------- | ------------- |
| 1   | Lionel Messi       | Barcelona         | 8      | 11       | 1033'40"      |
| 2   | Cristiano Ronaldo  | Real Madrid       | 7      | 6        | 477'54"       |
| 2   | Ivica Olić         | Bayern München    | 7      | 9        | 647'35"       |
| 4   | Diego Milito       | Internazionale    | 6      | 10       | 874'39"       |
| 5   | Nicklas Bendtner   | Arsenal           | 5      | 5        | 461'19"       |
| 5   | Wayne Rooney       | Manchester United | 5      | 7        | 508'45"       |
| 5   | Marouane Chamakh   | Bordeaux          | 5      | 9        | 852'52"       |
| 8   | Michael Owen       | Manchester United | 4      | 6        | 293'14"       |
| 8   | Stevan Jovetić     | Fiorentina        | 4      | 4        | 302'35"       |
| 8   | Edin Džeko         | Wolfsburg         | 4      | 6        | 560'24"       |
| 8   | Arjen Robben       | Bayern München    | 4      | 9        | 623'28"       |
| 8   | Cesc Fàbregas      | Arsenal           | 4      | 7        | 633'43"       |
| 8   | Radamel Falcao     | Porto             | 4      | 8        | 660'53"       |
| 8   | Pedro Rodríguez    | Barcelona         | 4      | 9        | 677'56"       |
| 8   | Miralem Pjanić     | Lyon              | 4      | 12       | 780'45"       |
| 8   | Zlatan Ibrahimović | Barcelona         | 4      | 10       | 790'32"       |
| 8   | Miloš Krasić       | CSKA Moscow       | 4      | 9        | 812'12"       |

- Sursă: Top Scorers – Semi-Final 2nd leg – Wednesday 28 April 2010 (after matches) (accesat la 28 aprilie 2010)